# 坂本竜太郎
坂本 竜太郎（さかもと りゅうたろう、1980年3月28日 - ）は、日本の政治家。自由民主党所属の衆議院議員（1期）、自由民主党遊説局長代理。いわき市議会議員（1期）、福島県議会議員（2期）を務めた。

## 来歴
福島県いわき市出身。いわき市立植田小学校、いわき市立植田中学校、福島県立磐城高等学校を経て、中央大学法学部を卒業。
父の坂本剛二の秘書を務めた後、2009年の補欠選挙でいわき市議会議員に選出されたものの、翌年に辞職（後述）。
2015年11月の福島県議会議員選挙にいわき市選挙区から立候補し、定数10人に対し10位で当選。
2017年10月の第48回衆議院議員総選挙では、前回選挙で落選していた父の政界引退表明により、福島5区からの立候補が取り沙汰されたが不出馬を表明。
2019年11月の福島県議会議員選挙では、いわき市選挙区から1位で再選。
2023年10月25日には、同年11月の福島県議会議員選挙への不出馬を表明した。
2024年9月30日に、小選挙区の区割り変更に伴い福島4区から立候補予定であった福島5区の現職吉野正芳が引退を表明し、その後任として自由民主党から擁立されることが決定した。同年10月27日の第50回衆議院議員総選挙の投開票の結果、福島4区で初当選。同年11月15日、自由民主党遊説局長代理に就任。

## 選挙歴
| 当落 | 選挙                     | 執行日         | 年齢 | 選挙区         | 政党       | 得票数    | 得票率 | 定数 | 得票順位 /候補者数 | 政党内比例順位 /政党当選者数 |
| ---- | ------------------------ | -------------- | ---- | -------------- | ---------- | --------- | ------ | ---- | ------------------ | ---------------------------- |
| 当   | いわき市議会議員補欠選挙 | 2009年9月13日  | 29   | ーー           | 無所属     | 3万6833票 | ーー   | 2    | 2/7                | /                            |
| 当   | 2015年福島県議会議員選挙 | 2015年11月15日 | 35   | いわき市選挙区 | 無所属     | 6881票    | ーー   | 10   | 10/16              | /                            |
| 当   | 2019年福島県議会議員選挙 | 2019年11月10日 | 39   | いわき市選挙区 | 自由民主党 | 1万1828票 | ーー   | 10   | 1/12               | /                            |
| 当   | 第50回衆議院議員総選挙   | 2024年10月27日 | 44   | 福島県第4区    | 自由民主党 | 8万5751票 | 46.6%  | 1    | 1/3                | /                            |

## 不祥事
- 2010年12月7日午前10時25分ごろ、当時、いわき市議会議員だった坂本は、いわき市内で車を運転中、トラックに衝突する事故を起こした。現場に駆け付けたいわき南署の署員により酒気帯び運転による道路交通法違反の現行犯で逮捕された[8][9][10][11][12]。そのため、坂本はいわき市議会議員を辞職した[9]。翌年1月に書類送検され[13]、7月にいわき簡易裁判所は坂本に罰金50万円の略式命令を下した[14]。
- 2025年3月14日、坂本は商品券10万円を内閣総理大臣の石破茂から受け取ったとして政治資金規正法違反で特別捜査部に刑事告発された。